# ムスタングA.K.A.
- ムスタングA.K.A.
- ムスタングA.K.A
- MUSTANGA.K.A.
- MUSTANGA.K.A

ムスタングA.K.A.は、日本のバンド。1988年に結成。1991年にCBS Sony Recordsからメジャーデビュー。1994年解散。

## メンバー
- Señor（セニョール）：ボーカル、アルトサックス、バリトンサックス
- MARVIN（マーヴィン）:  ボーカル、テナーサックス
- トモキキクヤ（菊谷知樹）：エレクトリック・ギター、アコースティック・ギター、エレクトリックピアノ、電子オルガン、バッキングボーカル
- 本間康伸：ベース、バッキングボーカル
- 鈴木俊文：ドラム

## サポートメンバー
アルバム「踊りAKAソカ」
- HAKASE：キーボード、melodica
- 西岡チョコ : トランペット、アルトホルン

アルバム「COLORED」
- 西岡チョコ : トランペット、アルトホルン
- 外池満広 : キーボード
- エマーソン北村 : キーボード
- 勝井祐二 : ヴァイオリン

## 来歴
新宿JAMを拠点として「AKADANCE」という、ダンス系バンドを中心としたシリーズGIGを主催していた。
1989年、パルコ主催の「パルコライブアワード」で審査員特別賞を受賞。

## 音楽性
スカ、ファンク、ダブ、レゲエ、ロックなどがミックスされた、無国籍なダンスミュージック。

## ディスコグラフィ
下記アルバムとシングル4作は、2023年1月25日にサブスクリプション配信が各サイトで開始された。

### 楽曲収録のコンピレーションアルバム
- 1989年にキャプテンレコードのコンピレーション『PaNic PaRadise』に参加[1]。

## 解散後
- MARVIN(Vo＆テナーSAX)とキクヤトモキ(G &バッキングVo)で「COOL FOOL POOL」を結成。
- MARVIN(Vo＆SAX)はその後、橋本ジュン(G)らと「A(あ)」を結成。同バンドでの表記は「MAR☆BIN」。
- トモキキクヤ（菊谷知樹）は、作曲家、編曲家、ギタリストとして活動し、J-POP、アニメソング、アイドルポップ、劇伴などの作曲・編曲を多数手がけているほか、スタジオミュージシャンやサポートギタリストとしても活動している。